# Thlaspi andersonii
Thlaspi andersonii là một loài thực vật có hoa trong họ Cải. Loài này được (Hook. f. & Thomson) O.E. Schulz miêu tả khoa học đầu tiên năm 1926.